# 王小诗
王小诗（1982年1月5日—），是一名已退役的中国职业足球运动员，司职后卫。

## 职业生涯
王小诗是在武汉光谷完成青训系统后开始其职业生涯，并在2004年帮助身处中甲的武汉光谷成功升级，但在2005赛季中王小诗因违反球队纪律被“三停”而失去了其主力位置。
2005年9月11日凌晨，王小诗在武汉汉口江滩某酒吧外被多人持刀砍伤。赛季结束后王小诗一度申请挂牌转会，但由于和西安国际队没有达成协议，最终留在武汉光谷。
2008年王小诗被刚升入中超联赛的的广州医药以160万元人民币买入。在经过一段适应期中他迅速成为球队的主力球员并在主场迎战旧主武汉光谷时首次担任球队队长。
2009赛季第4轮广州队客场挑战杭州绿城的比赛中，王小诗因为上半时一次失误导致对手进球而被主教练沈祥福换下，在中场休息时更是爆出了他被沈祥福怒打的新闻，并在当时引起了轰动。下半赛季，王小诗彻底失去主力位置，整个赛季仅代表广州队出场9次。赛季结束后，广州因为假球事件降入甲级。由于广州队调整战略，以本土化年轻化为主要方向，王小诗被球队挂牌，几乎选择退役。不过此后恒大集团入主广州，重新制定了冲超的目标，新上任的韩国籍名帅李章洙又召回了王小诗，不过由于错过了报名期限，无法参加上半赛季的比赛。2010年7月17日，王小诗在广州恒大客场1比1战平湖北绿茵的比赛进行到第90分钟时替补比奇出场，这是他在2010赛季的首次也是唯一一次亮相。
2011年2月8日，王小诗自由转会加盟家乡球队湖北中博。2012赛季球队易名为武汉卓尔，他担任球队的半主力球员，司职后卫和前锋位置，出场18次，进球3个，帮助球队以联赛亚军的成绩升级到中超联赛。赛季结束后，王小诗宣布退役。

## 荣誉
- 武汉光谷
  - 中国足球甲级联赛冠军：2004
  - 中超杯冠军：2005

- 广州恒大
  - 中国足球甲级联赛冠军：2010